# Colestilan
Colestilan é um sequestrador de ácidos biliares.